# Magnus Johnson
Magnus Johnson, född 19 september 1871 i Eds församling, i Värmland, död 13 september 1936 i Litchfield, Minnesota, var en svensk-amerikansk politiker. Han var medlem av Minnesota Farmer-Labor Party. Han var ledamot av USA:s senat 1923–1925 och ledamot av USA:s representanthus 1933–1935. Ingen annan amerikansk senator har varit född i Sverige.

## Biografi
Johan Magnus Johanson föddes den 19 september 1871 vid Liljedals glasbruk i Eds församling som son till statardrängen Johannes Jansson (f. 1838) och Britta Lisa Persdotter (f. 1830).
Johanson var glasblåsarlärling vid Liljedals glasbruk. Han utvandrade 1891 till La Crosse i Wisconsin. Han bytte efternamn till Johnson. Han arbetade som skogshuggare i Wisconsin och sedan hade han ett jordbruk i Meeker County, Minnesota. Han var ledamot av Minnesota House of Representatives, underhuset i delstatens lagstiftande församling, 1915-1919. Han var därefter ledamot av delstatens senat 1919-1923.
Johnson förlorade 1922 och 1926 års guvernörsval i Minnesota. Han tillträdde senaten 1923 efter att senator Knute Nelson, en norskfödd republikan, hade avlidit. Han kandiderade 1924 till omval men förlorade mot Thomas D. Schall.
Johnson satt i representanthuset i 73:e kongressen. I andra kongresser har Minnesotas kongressledamöter representerat geografiskt indelade valdistrikt, men den gången fick de alla röster från hela delstaten (at-large district). Johnson förlorade sin plats i representanthuset i följande val efter att Minnesota hade återgått till geografiskt indelade enmansvalkretsar.